# 三角法
三角法（さんかくほう）とは、三角形の角の大きさと辺の長さの間の関係の研究を基礎として、他の幾何学的図形の各要素の量的関係や、測量などへの応用を研究する数学の学問領域の一つである。様々な数学の分野の中でもきわめて古くから存在し、測量や天文学上の計算などの実用上の要求と密接に関連して生まれたものである（→歴史）。三角法と数表を用いることで、直接に測ることの難しい長さを良い精度で求めることができる（→応用分野）。三角法は平面三角法、球面三角法、その他の三角法に分けられる（→平面三角法、→球面三角法、→その他の三角法）。三角関数は歴史的には三角法から派生して生まれた関数である（→三角関数）。

## 三角形の決定問題

図1.1

任意の三角形の3辺と3角の大きさ（三角形の主要素）を一般的に与えたとき、一部から残りを特定することが、三角法の本来の目的である。任意の三角形は3辺と3角の大きさという6つの要素のうち3つの要素が与えられた場合、他の諸量が決定する場合があるという性質があり、この性質を利用して三角形を特定することを「三角形を解く」（solving triangles）といい、その条件を「三角形の決定条件」という。三角形を解く際に計算を利用する場合、三角関数が現れる。
三角形の辺の大きさが与えられている状態を（Sideの）S、角の大きさが与えられている状態を（Angleの）Aと表記することにすると、3辺と3角のうち3つが与えられている状態は、以下の6通りに表せる。平面三角法においては、このうち、SSS, SAS, ASA, AAS の場合に三角形が一意に特定されることが知られており、このことはエウクレイデスの『原論』においても幾何学的に証明されている。図1.1に示すように、ASSの場合、2通りの三角形に決定する。AAAの場合、三角形が決定しない。他方で、球面三角法においては、AAAの場合でも一意に特定される。
- SSS, 三辺
- SAS, 二辺挟角
- ASA, 二角挟辺
- AAS
- ASS
- AAA

三角形の辺と内角以外の諸量、例えば高さ、外角、中線の長さなど（三角形の副次量）が与えられた場合に三角形が解けるケースがある。三角形を解くための要素が、他の幾何学的図形の各要素の量的関係から間接的に決定される場合もある。他の幾何学的図形の平面三角法における一例を挙げると、外接円、内接円、傍心円などがある。平面上の三角形は独立の3情報から決定されるため、「平面三角形は自由度（degree of freedom）が3である」とされる。

## 平面三角法

点 O を中心とする単位円における、角 θ の三角関数のすべてが示されている。

| AC | 正弦 | sin θ     |
| AG | 余弦 | cos θ     |
| AE | 正接 | tan θ     |
| AF | 余接 | cot θ     |
| OE | 正割 | sec θ     |
| OF | 余割 | cosec θ   |
| CD | 正矢 | 1 - cos θ |
| GH | 余矢 | 1 - sinθ  |

### 三角関数
三角関数は、人類が最初に出会った超越的な関数である。

## 球面三角法
球面三角法とは、球面三角形の角と辺の関係を研究する学問である。球面三角形とは球面上の3つの大円の弧により区切られた図形である。大円とは球の中心を通る平面により球を切ったとき、球の切り口に表れる図形である。球面三角形の余弦定理や正弦定理は三角関数により定義される。歴史的に天文学や航海術に利用された。
図2.2に示すような球面三角形における、ある角の余弦は、前記球面三角形の各辺により、次のように表せる。
{\displaystyle \cos A={\frac {\cos a\,-\,\cos b\,\cos c}{\sin b\,\sin c}}.}
上記式と等価な下記式（球面三角法における余弦定理）は、球面三角法における基本的な公式であり、さまざまな公式が下記式から演繹される。
{\displaystyle \cos a=\cos b\cos c+\sin b\sin c\cos A,}
{\displaystyle \cos b=\cos c\cos a+\sin c\sin a\cos B,}
{\displaystyle \cos c=\cos a\cos b+\sin a\sin b\cos C.}

## その他の三角法

双曲放物面上に置かれた三角形

その他の三角法としては、非ユークリッド空間における双曲平面上において展開される双曲三角法（hyperbolic trigonometry）や、fractional trigonometry などがある。双曲平面上においても直線、長さ、角に相当する概念がある。双曲幾何学においても、三角関数と双曲線関数によって余弦定理や正弦定理が記述される。双曲幾何学においては、上述の球面三角法における基本的な公式に対応する公式
{\displaystyle \cosh a=\cosh b\cosh c-\sinh b\sinh c\cos A,}
{\displaystyle \cosh b=\cosh c\cosh a-\sinh c\sinh a\cos B,}
{\displaystyle \cosh c=\cosh a\cosh b-\sinh a\sinh b\cos C.}
が基本公式となり、他はすべてこれから導出される。

## 歴史
直角三角形の3辺の長さの比は、測量や天文学の要請によって古代から研究されてきた。イエール大学のバビロニア・コレクション No.7289（前2000年頃）には、正方形と2本の対角線が描かれていて、それぞれの長さが楔形文字により60進法で記されている。これに基づく2の平方根の近似値の精度は、10進法で小数点以下5桁まで、現代知られている近似値と一致するほど正確なものであった。前1800年から前1650年の間のある時期に作られた粘土板（コロンビア大学のプリムプトン・コレクション No.322）には、ピュタゴラスの三ツ組数が記されているとも解せる。メソポタミアにおいては新バビロニア時代に入ると、天文観測上の必要から角度を数値化するという概念も発展し、円の一周を360°に分割する度数法が始まった。
バビロニアの天文観測の記録は紀元前1世紀まで続いた。ヘレニズム時代のアレクサンドリアの数学者は、おそらくは上述のような精緻な観測記録を利用して、円における円周角とそれによって定義される弦の長さとの関係に関する体系的な研究を始めた。プトレマイオスによると、前2世紀、ニカイアのヒッパルコスが7・1/2°刻みの円周角と弦の長さの表を作成したという。ヒッパルコスは作成した数表を用いて、球面を平面にステレオ投影し、球面上の幾何学的な問題を解こうとしたとみられる。これに対して、1世紀のアレクサンドリアのメネラウスは、球面三角法を概念化した。2世紀のプトレマイオスはメネラウスの球面三角法の考え方を天文学に応用した。プトレマイオスは、大著『アルマゲスト』の第1巻11章に詳細な三角法に関する表を示した。これは本質的にはヒッパルコスのものと同じく、円周角とその弦長の関係を示したものであるが、より正確であり、また、はるかに使いやすかった。
古代インドの数学にメソポタミアやギリシアの影響は比較的少ないが、三角法に関しては例外で、用語や無理数の近似値の類似などの観点から、ギリシアに由来すると推測されている。しかしながら、古代インドに伝わったギリシア天文学及びそれに付随する三角法はヒッパルコスの時代までのものであり、メネラオスやプトレマイオスの球面三角法は伝わらなかった。5世紀の天文学者アーリヤバタが著した『アーリヤバティーヤ』は、著者が確実に判明しているインド最古の天文学書である。同書は2行一連のサンスクリット語による韻文の形式で書かれ、単位円における円周角の半分と弦の半分（すわなち正弦）との関係についての言及がある。ギリシア数学的な円周角と弦長の関係に着目する視点から、円周角と正弦との関係に注目する視点へとパラダイムが転換した。その後、インドにおける三角法はバースカラ2世やケーララ学派により研究が進められ、16世紀ごろまで独自の展開をしたが、他地域への影響という点では7世紀の天文学者ブラフマグプタが著した『ブラーフマ・スプタ・シッダーンタ』が大きな役割を演じた。同書は記憶しやすい韻文の形式で書かれ、単位円における複数の円周角に対する正弦の長さを歌った部分を含む。ブラーフマグプタが亡くなった後、シンド地方がアッバース朝の支配下に入り、同地にいた占星術師が『ブラーフマスプタ・シッダーンタ』をアラビアに伝えた。同書のアラビア語への翻訳は、ファザーリー父子のどちらかとヤアクーブ・イブン・ターリクにより行われ、770年に『シンドヒンド』の名でアッバース朝のカリフ・マンスールの宮廷に献上された。
三角法に関する理論は、8世紀から13世紀にかけて、アラビア語を共通の学術言語とする中世イスラーム世界において、さらなる発展と洗練がなされた。アラビア科学には、アレクサンドリアからシリアのアンティオキアやエデッサ、ペルシアのジュンディーシャープールへ拠点を移したヘレニズムの学術を承継するのみならず、ペルシアやインドからも積極的に文化を受容し、それらを融合したという特徴がある。9世紀のフワーリズミーは前述の『シンドヒンド』を利用して天文表を作成した。インドには伝わらなかった『アルマゲスト』も8世紀ごろアラビア語へ翻訳された。中世イスラーム世界の天文・数学者たちは『アルマゲスト』に注釈を付したり、精緻な天文観測に基づいて同書中の天文常数に修正を加えたり精緻化したりした結果、同書に記載されている球面三角法の理論を発展させた。このように『アルマゲスト』を出発点にして球面三角法を研究した学者としては、アブル・ワファー、ビールーニー、トゥースィーなどがいる。9世紀に上部メソポタミアで詳細な天文観測を行った天文学者バッターニーは、プトレマイオスの占星術書『テトラビブロス』の注釈を著した占星家でもあったが、独自の天文表も作成し、三角関数の概念化と記号化に寄与した。バッターニーの天文表の中には球面における余弦を求める方法の記載が含まれる。また、バッターニーはインド由来の正弦を『アルマゲスト』の弦よりも優れているという確信を持って使い、余接と正接を導入した。
中世イスラーム世界は9世紀ごろから複数の政治権力が地方で自立する動き（ウンマの分裂）が進行したが、それはバグダード以外にも学術センターが並び立つ結果も生んだ。カイロでは10世紀後半、ファーティマ朝のカリフ・ハーキムが天文観測所を建て、イブン・ユーヌスがそこの観測記録に基づいて新たな天文表を作成した。その中には三角関数の積和の公式に相当する計算を行っている記載がある。コルドバやトレドの宮廷はマジリーティーやビトルージーといった学者を召抱え、三角法を含む天文学を研究させた。13世紀のイルハン朝の君主フレグはマラーガに巨大な天文台を建て、トゥースィーやマグリビーにより正確な天文観測に基づく天文表を作成させた。アラビア科学において、10世紀には6つの三角関数すべてが出揃い、イブン・ハイサムが三角法の光学への応用を始めるなど、三角法が天文学から独立した学問として成立した。

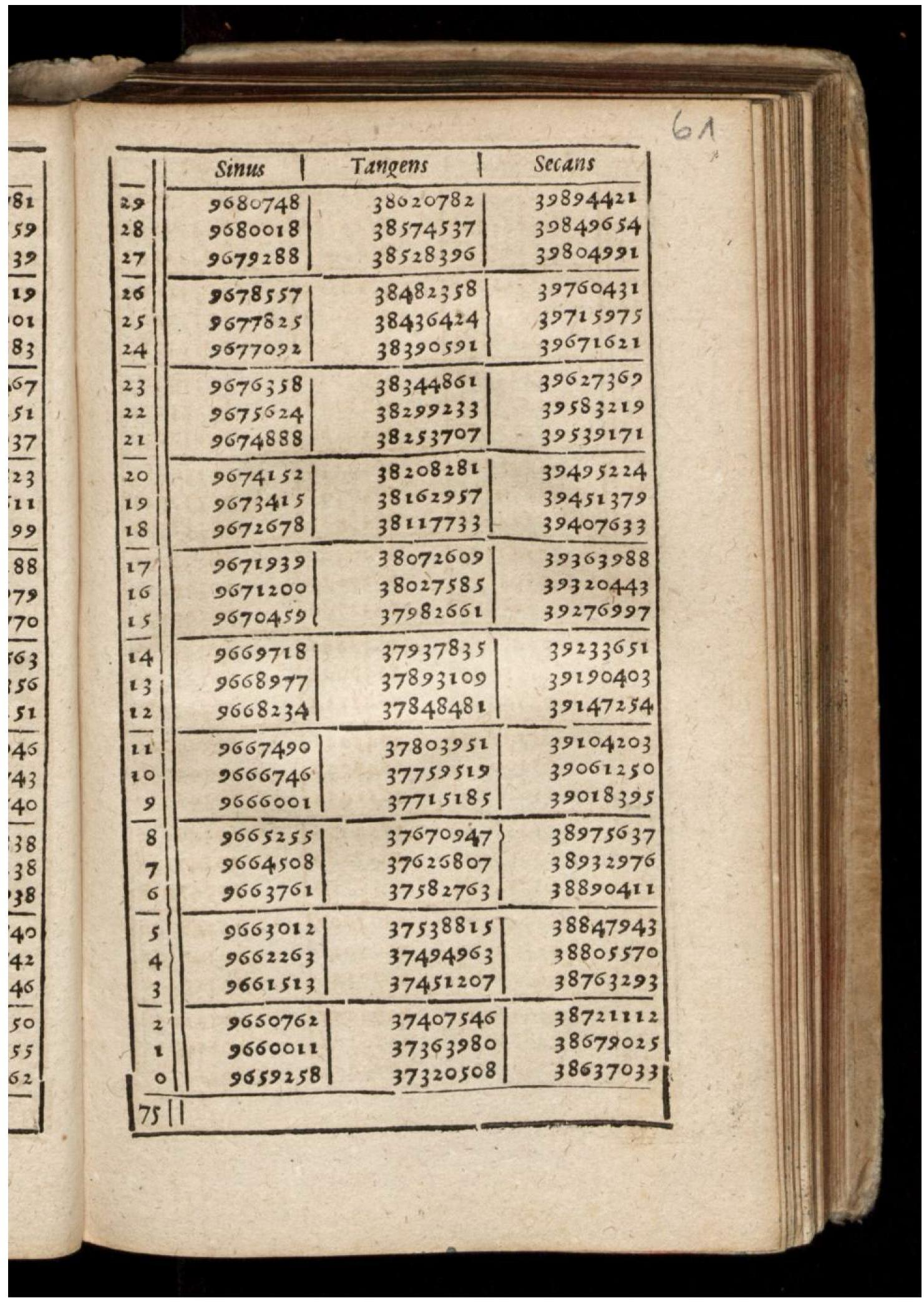
1619年にストラスブールで出版された三角関数表（マティアス・ベルネガー制作）

ラテン語を共通の学術言語とする中世ラテン世界は、529年にユスティニアヌス帝がアテネの哲学学校を閉鎖するなど「異教徒」の学術の抑圧を行ったため、三角法を含むヘレニズムの天文学や占星術の承継をしなかった。12世紀ごろから、イベリア半島やシチリア島のイスラーム教国の宮廷に集められたアラビア語写本のラテン語への翻訳が始まった（12世紀ルネサンス）。フワーリズミーの天文表はバースのアデラードがラテン語に翻訳してヨーロッパ世界に伝わった。バッターニーの著作はチェスターのロバートやチボリのプラトが翻訳し、15世紀のレギオモンタヌス（ヨハンネス・ミュラー）も翻訳し、16世紀ごろまでヨーロッパ世界の学術に影響を与えた。熱心な天動説及びアリストテレス的宇宙観の支持者であったレギオモンタヌスは『アルマゲスト』や『テトラビブロス』理解のために、1464年に三角法の入門書『普遍的な三角形について』（De triangulus omnimodis）を著した。彼が1490年に作成した三角関数表（Tabula directionum）はヨーロッパで最初に刊行された三角関数表である。1542年にはコペルニクスの弟子だったレティクスがヴィッテンベルクで『三角形の辺と角について』（De lateribus et angulis triangulorum）を著した。同書はルター派の牙城であったヴィッテンベルク大学での出版を可能にするためにコペルニクスの『天球の回転について』から三角法に関する部分だけを抜粋したものである。したがって太陽を中心とするモデルを提示した宇宙論を含まない。レティクスはのちの1400ページを越える三角関数表も作成した。三角関数を直角三角形の辺の長さの比として捉える三角比の概念化もレティクスの業績に帰せられている。
レティクスの三角関数表をさらに改善したバルトロマイウス・ピティスクスは、1595年に『三角法、あるいは、三角形の解法に関する小論と証明』（Trigonometria: sive de solutione triangulorum tractatus brevis et perspicuus）を著し、現在、西洋の諸語で三角法を意味する言葉（例えば、英: trigonometry、露: Тригонометрияなど）の直接の語源となるラテン語の言葉、Trigonometriaを造語した。17世紀に入ると、パリでシャルル9世やアンリ4世に仕えた弁護士のヴィエトがレギオモンタヌスやレティクスの著作に基づいて三角法を研究した。sinθ, cosθ といった現代的な記法を整えたのはヴィエトの業績に帰せられている。ヴィエトは球面三角法に関して、バッターニーに基づいて立体角を研究し、極三角形とそうでない三角形との関係について研究した。
16-17世紀のヨーロッパ世界においては、地理的に広大な領域の正確な地図を製作する必要性が高まり、航海技術上の需要も高まったため、数学における一大研究分野となった。16世紀前半の1533年に、ゲンマ・フリシウスが三角測量の方法を紹介する地図製作に関する書物を著した。16世紀には地理学者メルカトルがメルカトル図法を考案して、大航海時代に始まった地図学の発展に大きな功績を残したが、メルカトルの時代には積分法は知られていなかったので「正割関数の積分」が中心的な問題となった。17世紀に研究が進められた微積分学によって、三角関数の理論は大きく発展した。17世紀後半にはアイザック・バローとジェームス・グレゴリーによって独立に正割関数の積分が解決され、緯線距離はランベルト関数（逆グーデルマン関数）に相当することが明らかになった。また、余弦を co-sine と呼んだり、sin, cos という記号が使われるようになったりしたのは 17世紀になってからであり、それが定着するのは 18世紀オイラーの頃である。一般角に対する三角関数を定義したのはオイラーである。1748年にオイラーによって、指数関数と三角関数の間に等式が成り立つことが再発見された（オイラーの公式）。フランスの数学者ジョゼフ・フーリエによって金属板の中での熱伝導に関する研究の中でフーリエ級数が導入され、複雑な周期函数による波動の数学的表現が単純な「正弦函数や余弦函数の和」として表されるようになった（フーリエ解析）。1835年にはジェームズ・インマンが半正矢関数（haversine）を導入し、球面三角法での半正矢公式を航海用として導入した。
三角法に複素数を最初に用いたのはレオンハルト・オイラーである。17世紀のジェームス・グレゴリーや18世紀のコリン・マクローリンによる仕事は三角級数の発展に影響を与えた。18世紀のブルック・テイラーはテイラー展開を定義した。

### 日本への伝来
唐時代の、瞿曇悉達が編纂した「唐開元占経」にはアーリヤバタの三角関数表が含まれていた。1631年、羅雅谷(Giancomo Rho)は『測量全義』を著し、この書や鄧玉函の『大測』、『割圓八銭表』などは中国に実質的に初めて三角関数法(八線表)を伝えるものであった。これらは徐光啓の『崇禎暦書』に含まれ、『測量全義』は梅文鼎の『暦算全書』にも収録されている。少なくとも円周を360に分ける度の方法は、北条氏長の弟子福島国隆指導による大円分度儀や細井広沢による『秘伝地域図法大全書』などから、17世紀には日本に伝来していた事がわかる。紅毛流測量術を伝えたとされるユリアン・スヘーデルは、ブレスケンス号事件を受けてバタヴィアから派遣された特使に参加し、1650年に大目付井上政重や北条氏長らに砲術、測量術とともにアストロラーベと90頁の三角関数表を伝達した。一般的には日本に三角関数表が輸入されたのは、1720年に徳川吉宗がキリスト教関連の禁書政策を緩和した後に、『崇禎暦書』が輸入された時とされている。一方『暦算全書』は1726年に輸入された後、建部賢弘と中根元圭により翻訳され、1733年『新写訳本暦算全書』として吉宗に献上された。日本人により初めて三角関数が紹介された著作は、1720年ごろの建部賢弘による『弧率』であると思われる。建部は11桁までの、1度事の三角関数表を完成させ、松永良弼は『割円十分標』で更にこれを精密化させた。その後三角法は測量家などに普及し、伊能忠敬も測量に使用している。また、1802年にニュートン力学に基づいて地動説を説明し、ジョン・ケイルの翻訳と自らの注釈からなる『暦象新書』を著した志筑忠雄は、楕円軌道を描く惑星の位置関係の計算を説明する際に、ネイピアの定理やヴォルフの三角表などを参照すべきとしながら、三角法を説明した。

## 応用分野

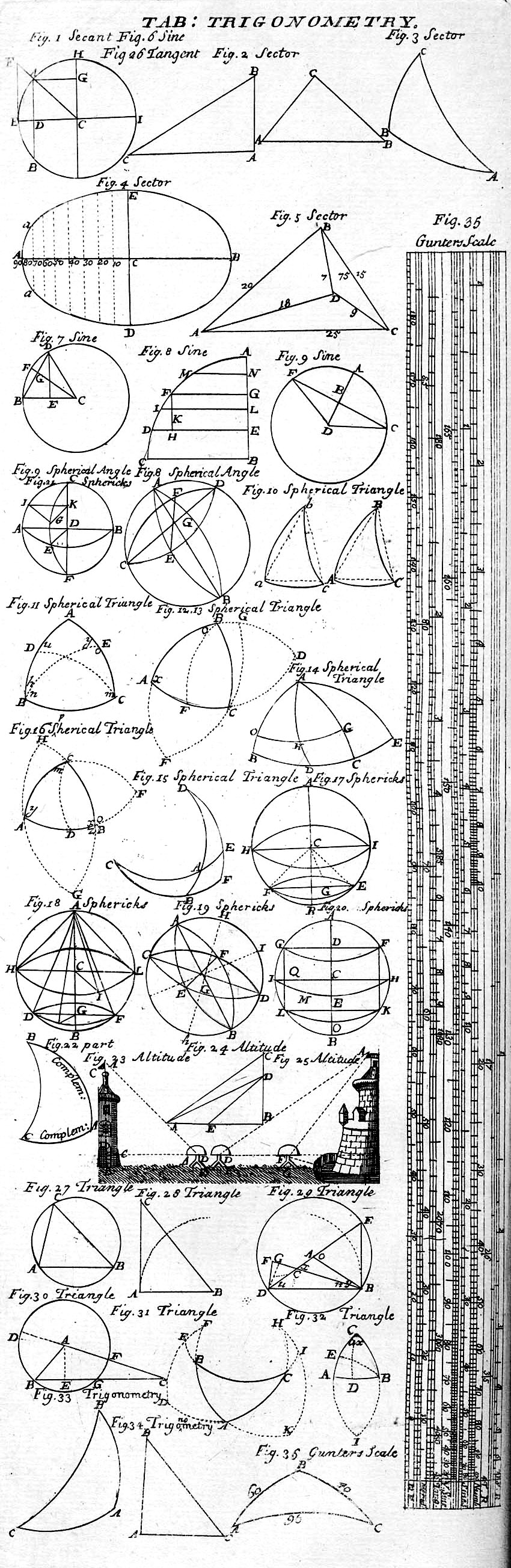
1728年にイギリスで出版された百科事典『サイクロペディア』に記載された三角法に関する図面。図中 fig.35 がガンター氏の計算尺。

三角法が応用／利用される分野はきわめて多様である。測量の技術分野で用いられる三角測量は、2地点を結ぶ線分（「基線」（base line）と呼ばれる）とそれを挟む2角の角度に基づいて他の諸量を、三角法の計算により求める。通常は、基線の長さが既知であり、両端角の角度を計測する。天文学の分野では三角測量と同じ原理で地球から地球外の天体までの距離を測ることがあるが、三角測量とは呼ばず「三角視差法」（trigonometric parallax）と呼ぶ。太陽系外の恒星までの距離を測る場合は、地球の公転軌道の長径を基線とする。
歴史的な観点に立つと、古代ギリシア～アラビア科学～啓蒙期ごろまでのヨーロッパ科学にとって三角法、特に球面三角法は、占星術の天文計算に必要な技術であった。例えば『テトラビブロス』によると、人間の運命に影響を与える獣帯の一つの宮が地平線上に姿を現すまでにかかる時間の長さは、獣帯に連れ回り上昇する天の赤道の長さで測るのであるが、その測定に球面三角法が要請された。
上述の測量術や天文計算のほかには、航海術における利用がよく知られている。14-15世紀地中海の船乗りは、風に流されて船が本来の航路から外れた際、航路に復帰するために初歩的な平面三角法を利用していた。「マルテロイオの方法」と呼ばれる、この目視可能な島などの地文と羅針盤に頼る航海術は、大洋における自船の位置を正確に知るには誤差が大きくなる。大西洋に進出し始めたヨーロッパ西部の国々の帆船においては、16世紀末ごろから徐々に球面三角法を利用する天測航法が使われ始めた。17世紀には、エドマンド・ガンターによる容易に三角法が解ける目盛りがついた二つの定規を連結した器具など、球面三角法の計算を簡単にするツール類が開発され、18世紀には天測航法が一般的な方法として普及した。
歴史的に重要であった測量術、天文計算、航海術の分野においては、光学的測距技術精度の飛躍的向上や、双曲線の交点を自船の位置と認識する電波航法や全地球測位システムの普及により、三角法の直接的利用は後退した。古代の天文学者が三角法を駆使して推測した地球と惑星の間の距離についても結局は信頼できる情報を得るには至らなかった。しかしながら、例えば、機械工学の分野に用いられる工業力学においては三角関数の知識が重要であり、電磁波や音波のような波動を数学的に表現するのに三角関数が適している。三角法ないし、そこから派生した概念の応用分野は幅広く、現代文明の存立に欠かせない存在となっている。
アメリカ合衆国では、銃器による発砲事件へ対処するため、音響センサーで発砲音を探知し、三角法により銃撃発生地点を特定する警備システムが実用化している。既に、ワシントンにある大学にて稼働しているほか、2017年にはホワイトハウスにて導入に向けた試験が行われた。